# Piazza del Popolo
Piazza del Popolo er en stor plads i Rom, Italien.
Navnet betyder bogstaveligt talt Folkets plads, men det er afledt af poplerne (latin: populus), der også lagde navn til kirken Santa Maria del Popolo i pladsens nordøstlige hjørne. Pladsen fik sin nuværende form i 1816, da den blev omlagt af arkitekten Giuseppe Valadier. Frem til 1826 blev pladsen anvendt til henrettelser.

## Oprindelse
Piazza del Popolo hed i middelalderen Piazza del Trullo, efter en antik fontæne, der var pladsens eneste udsmykning, og mindede om de kegleformede bolighuse, trulli,  der endnu præger Apulien. På 1500-tallet fik pave Gregor 13. fontænen placeret foran S. Pietro in Montorio oppe på Gianicolo-højden, og i 1950 blev den endelig flyttet til Piazza Nicosia, nord for Piazza Navona. 
Porta del Popolo er bygget sammen med kirken S. Maria del Popolo, og hed oprindeligt Porta Flaminia efter den nordgående vej, som her gik gennem Den aurelianske mur. På 800- og 900-tallet blev den kaldt Porta S. Valentino efter en lille kirke udenfor byporten. Først på 1300-tallet fik den navnet Porta del Popolo. Facaden ind mod pladsen blev udført af Bernini i 1655 til dronning Kristina af Sveriges indtog. Af hensyn til den voksende trafik blev sideportalerne åbnet i 1879. Bystyret havde planer om at føre en af Roms første sporvognslinjer gennem byporten, men i stedet for fik sporvognen endestation på selve pladsen.
Midt på Piazza del Popolo står den 24 meter høje obelisk på 235 tons, der kan føres tilbage til farao Setis tid, dvs. mindst 1200 f.Kr. I over tusinde år knejsede obelisken ved soltemplet i Heliopolis, til kejser Augustus i 10 f.Kr. fik den fragtet til Rom, hvor den blev rejst på spina, muren midt på Circus Maximus. I 1589 fik pave Sixtus 5. den flyttet til Piazza del Popolo, hvor Valadier i 1826 anlagde de fire løver ved obeliskens fod. Blandt skandinaviske guldalderkunstnere var det tradition, at deres ophold i Rom blev indledt med en ridetur på en af løverne. 
Indtil 1816 var Piazza del Popolo en meget landlig plads, kantet af ladebygninger, kornmagasiner og fiskernes bådpladser ned mod Tiberen. Mod Monte Pincio (= Pinjefjeldet) var der en høj mur; bag den lå klostrets vingård og køkkenhave opad skråningen. Ca. 1500 besluttede pave Alexander 6. at få pladsen ved Porta del Popolo brolagt. Pengekassen var tom, så han pålagde de prostituerede en afgift til finansiering av projektet. Det blev der penge af, for på den tid var der ca. 7.000 registrerede skøger i Rom, voksende til ca. 39.000 i 1528, ud af en befolkning på 200.000. Når en femtedel af byens befolkning ernærede sig af prostitution, skyldtes det dels, at Rom var en garnisonsby, og dels, at mandlige pilgrimme nemt kunne få aflad. Gejstligheden tog også let på kyskhedsløftet. 

## S. Maria del Popolo
I 1099 lod pave Paschalis 2. et kapel bygge som tak for det vel overståede første korstog, der var endt med Jerusalems erobring samme år. Sit tilnavn fik kapellet, fordi den lå ved en lund af popler, men navnet kunne også tolkes som "Folkets Maria-kapel". Da kejser Nero var blevet myrdet af sin tjener Epafroditus, blev han gravlagt i Domitiernes gravsted ved foden af Monte Pincio. På graven blev der plantet et valnødde-træ. Snart påstod lokalbefolkningen, at kejserens genfærd larmede omkring graven i midnatstimerne. Legenden vil have det til, at folk så i 1099 beklagede sig til paven, der foreskrev tre dages faste, og i en bøn mødte jomfru Maria, der forklarede, at hvis valnøddetræet blev fældet og brændt sammen med Neros levninger, og asken derpå kastet i Tiberen, ville spøgeriet ophøre. Ifølge legenden var det netop, hvad der skete, og derfor blev kapellet opført ovenpå Neros grav, for de gaver, folk skænkede i ren taknemlighed. Kapellet blev udvidet på 1200-tallet under pave Gregor 9., og under Sixtus 4. rejstes den kirke, vi kender i dag, selv om Bernini senere foretog nogle mindre tilføjelser. Altertavlen er smykket af en byzantinsk madonna, som traditionen fejlagtigt tilskriver evangelisten Lukas. I korbuen skildres paven, i færd med at fælde valnøddetræet på Neros grav, fejlagtigt omgivet af schweizergarden, som ikke blev oprettet før i 1506. Kor og apsis er af Bramante, mens Rafael står for Chigi-familiens kapel, der kom på 22.000 scudi. 
Lige indenfor kirkens hovedindgang ligger monumentet, romerne kender som "Døden i fængsel". Arkitekten Giambattista Gisleni lavede det til sig selv to år før sin død i 1672. Man ser et skelet svøbt i et lagen af hvidt marmor, indespærret bag et gitter. På gravmælet står "Hverken i live her eller død hisset".  Romerne mente, at broderskabet "Den gode døds fædre" (der havde det privilegium at begrave de døde, der blev fundet ude på campagnaen, i den første kirke, ligtoget kom forbi på vejen hjem), var kommet forbi S. Maria del Popolo med en afdød, og da kirken uheldigvis var aflåst, havde brødrene set sig nødt til at bryde sig ind og foretage begravelsen lige bagved kirkedøren. Da munkene så beklagede sig til paven, skulle han have spurgt dem, hvem de var fornærmet af. "Døden," svarede munkene, og på folkemunde hed det så, at paven havde sagt: "Så må vi sætte døden i fængsel!" og havde beordret opførelsen af monumentet. Klostret bag kirken var i øvrigt bosted for Luther, da han i 1510 besøgte Rom, både på tjenesterejse og som bodfærdig pilgrim. 

## Tvillingkirkerne
De to kirker på hver side af Corsoen ser ens ud, men er det ikke. S. Maria in Montesanto til venstre har grundplan som en ellipse og en tolvkantet kuppel, der er tegnet af Bernini. Den blev opført 1662-75, og fik navn efter karmeliterne fra Montesanto på Sicilien, der havde haft en kirke på grunden. Pave Alexander 7. tog initiativet til at rejse den nye kirke, men efter hans død gik byggeriet i stå, til kardinal Girolamo Castaldi skød penge ind, mod at få sit navn på facaden. Kirken er stillet til rådighed for Roms kunstnere. 
S. Maria dei Miracoli har grundplan som en cirkel og en ottekantet kuppel. I altertavlen er der indfældet et undergørende madonnabillede, der i 1525 skal have frelst et barn, der var ved at drukne i Tiberen, hvor dets mor var optaget med at vaske tøj. To unge romere hørte moren skrige om hjælp, og kastede sig i floden. De forklarede bagefter, at en hvidklædt kvinde talte beroligende, og at barnet på uforklarligt vis blev løftet op over vandet, til de fik fat i det. Damen lignede Madonna på det undergørende billede, der dengang var opsat på Den aurelianske mur lige udenfor Porta del Popolo. Pave Alexander 7. ville skabe værdige rammer om billedet ved at bygge en kirke for det, men igen satte hans død stopper for projektet, og igen var det kardinal Castaldi, der betalte, igen mod at blive mindet på facaden. Castaldi ligger begravet i kirkens kor. 
Det var ret meningsløst at bygge to kirker så tæt på hinanden i en bydel, hvor der ingen menighed fandtes, men rejsende der kom nordfra, skulle imponeres ved mødet med pavens by.

## Rettersted
Den sidste henrettelse på pladsen fandt sted 15.marts 1826, hvor Felice Tanucelli blev halshugget for, hvad pavens bøddel noterede som "et urimeligt mord". Folk plejede at strømme til, når skafottet blev rejst, og den store klokke på Engelsborg, La Misericordia (= Barmhjertigheden), gav sig til at ringe. 18.maj 1816 blev hele fem mænd henrettet af skarpretteren gennem 68 år, Mastro Titta.  De var dømt til at hænges og parteres for røveri. Det år blev fjorten mænd henrettet på Piazza del Popolo. To henrettede er mindet på en tavle til venstre for Porta del Popolo. De var medlemmer af bevægelsen, der ville befri Italien fra fyrstevældet og skabe en demokratisk nation, og tavlen oplyser: "Til minde om de to carbonari Angiolo Targhini og Leonida Montanari, som efter pavens ordre uden beviser og forsvar blev dømt til døden 23.november 1825. Den demokratiske organisation G. Tavani Arquati har efter folkets udtrykkelige ønske sat dette minde 2.juni 1909."
I 1849 havde adelen arrangeret en fest på årsdagen for det amnesti, pave Pius 9. havde udstedt, da han blev valgt. Efter festens afslutning viste menigmand sin opfattelse af sagen, ved at angribe kirkerne og slæbe skriftestolene ud på pladsen, hvor de blev brændt sammen med en række af kardinalernes kareter. 